# (4099) Wiggins
(4099) Wiggins – planetoida z grupy pasa głównego asteroid okrążająca Słońce w ciągu 4 lat i 67 dni w średniej odległości 2,57 j.a. Została odkryta 13 stycznia 1988 roku w Europejskim Obserwatorium Południowym przez Henriego Debehogne. Nazwa planetoidy została nadana na cześć Patricka Wigginsa (ur. 1949), długoletniego pracownika Hansen Planetarium (1975-2001) w Salt Lake City. Przed nadaniem nazwy planetoida nosiła oznaczenie tymczasowe (4099) 1988 AB5.